# Fünf-Broschüren-Urteil
Mit dem Fünf-Broschüren-Urteil vom 8. April 1952 entschied der deutsche Bundesgerichtshof in Karlsruhe die Einziehung von fünf Broschüren politischen Inhalts aus der DDR. Als Folge dieser Entscheidung wurde der Postverkehr zwischen der DDR und der Bundesrepublik massenhaft überwacht und Millionen Druckschriften, die aus der DDR an westdeutsche Adressen geschickt wurden, geöffnet, untersucht und beschlagnahmt.
Das Urteil wurde nicht veröffentlicht und war der damaligen Öffentlichkeit nicht bekannt.

## Verfahren
Das Verfahren wurde von Oberbundesanwalt Carlo Wiechmann auf Drängen der Bundesregierung angestrengt. Es handelte sich um ein selbstständiges Verfahren ohne angeklagte Person oder Verteidiger. Auf der Anklagebank lagen fünf Broschüren mit Inhalten politischer Propaganda:
- Wo stehen wir im Kampf um die friedliche Wiedervereinigung Deutschlands? (für eine Wiedervereinigung Deutschlands)
- Den Lügenfritzen eins aufs Maul (gegen die Wiederbewaffnung der Bundesrepublik)
- Das Gebot der Stunde (für eine Volksbefragung gegen die Wiederbewaffnung der Bundesrepublik und für den Abschluss eines Friedensvertrages)
- Achtung! Akute Gefahr für die ganze Nation (gegen die Westintegration Konrad Adenauers)
- Die deutsche Arbeiterklasse muß sich entscheiden! (für die Unterstützung der Politik der SED).

Die besagten und ähnliche Broschüren wurden ab 1951 millionenfach im Auftrag der SED gedruckt und auf dem Postweg versandt, aufgegeben entweder in der DDR oder über die KPD und die Komitees zur Volksbefragung in der Bundesrepublik. Dieser Propagandaflut wollte sich die Bundesregierung mittels eines Musterprozesses erwehren, um die kommunistische Propaganda verbieten zu können. Daher wurde das Bundespostministerium angewiesen, Belegexemplare zu sammeln und diese widerrechtlich aus Postsendungen zu entnehmen. Da dies das Postgeheimnis verletzte, handelte es sich um unrechtmäßig erworbene Beweismittel.
Der Oberbundesanwalt begründete dieses Vorgehen mit § 81, Vorbereitung eines hochverräterischen Unternehmens. Der Inhalt der Broschüren zeige deutlich, „dass damit der Umsturz in der Bundesrepublik vorbereitet werden soll, um sie einem Staatswesen einzugliedern, das nach den Grundsätzen von Marx, Lenin und Stalin die Diktatur des Proletariats verwirklicht.“
Der einzige Zeuge war Ministerialrat Gerhard Randt vom Bundespostministerium, der die Broschüren ausgewählt hatte. Er berichtete von der großen Menge an Propagandamaterial, die von deutschen Zollbehörden und alliierten Dienststellen im letzten Quartal 1951 beschlagnahmt worden sei, und wie diese an Privatleute und staatliche Behörden verschickt wurden. Anschließend wurde aus den Broschüren und weiteren Schriften von Stalin, Grotewohl und dem Neuen Deutschland vorgelesen.

## Urteilsbegründung
Das Gericht folge der Anklage und kam zu dem Entschluss, dass die fünf Broschüren der Vorbereitung eines hochverräterischen Unternehmens gegen die Bundesrepublik dienen und daher eingezogen werden sollen.
Da keine konkreten organisatorischen Vorbereitungen für einen Hochverrat nachgewiesen werden konnten, bediente sich das Gericht dem „ideologischen Hochverrat“, der jedoch nur strafbar war, wenn ihm eine bestimmte „Vorbereitungshandlung“ nachzuweisen war. Die Bundesrichter argumentierten hierbei historisch: Das zentrale Ziel des Kommunismus sei die Errichtung einer Diktatur des Proletariats. Dies sei den Bolschewisten 1917 in Russland durch die Oktoberrevolution gewaltsam gelungen, und seitdem strebten sie unentwegt danach, ihre Herrschaft auf nicht kommunistisch regierte Länder auszudehnen. Gewaltherrschaft und Expansionsdrang seien daher Kennzeichen kommunistischer Herrschaft. Die freiheitlich demokratischen Gesellschaftsordnungen stünden dazu „in schroffstem Widerspruch“.
Durch Gründung des kommunistisch geleiteten Staates der DDR folge die SED denselben Zielen, auch weil sie sich konkret an den Richtlinien Stalins orientiere (Stalinismus). Trotz des Fehlens konkreter Beweise für einen tatsächlich geplanten Angriff auf die Bundesrepublik strebten auch die Führer in der DDR danach, im Gebiet der Bundesrepublik eine bolschewistische Gewaltherrschaft zu errichten. Das Mittel zum Erreichen dieses Ziels sei die Wiedervereinigung Deutschlands und das Verhindern der Eingliederung Westdeutschlands in die Verteidigungsfront der Westmächte.
Eine Verwirklichung dieses potenziellen Plans für Hochverrat sei daher für die nahe Zukunft zu erwarten. Die Schriften aus der DDR sollten helfen, diesen Plan „seelisch“ vorzubereiten, und sind daher als Mittel zur Vorbereitung eines hochverräterischen Unternehmens einzuziehen.
Die Begründung fiel auf 35 Seiten sehr lang aus. Sie wurde jedoch auf ausdrückliche Weisung des Senatspräsidenten Dagobert Moericke trotz ihrer Brisanz und der Wirkung dieses Urteils für zahlreiche weitere Prozesse unter Verschluss gehalten.

## Folgen
Das Urteil hatte ernste Folgen im Bereich der politischen Strafverfolgung. In zahlreichen rechtskräftigen Verurteilungen von Kommunisten durch niedriginstanzlichere Gerichte hieß es anschließend, dass es „allgemeinkundig“ bekannt sei, dass Organisationen wie SED, KPD, FDJ und andere kommunistische Organisationen als Vorbereiter für Hochverrat gegen die BRD einzustufen seien. Durch Verweis auf das Fünf-Broschüren-Urteil entfiel jede weitere Begründung.
Schwerwiegende Folgen hatte die Entscheidung in Bezug auf Verletzungen des Postgeheimnisses. Da das Urteil nicht gegen bestimmte Personen gerichtet war, sondern gegen den Postverkehr aus der DDR insgesamt, führte er zu einer massenhaften Überwachung des deutsch-deutschen Postverkehrs, um entsprechende Schriften finden zu können. Auch in der Bundesrepublik aufgegebene Postsendungen wurden mit der Rechtfertigung überwacht, dass diese politische Propaganda aus der DDR enthalten könnten.

## Aufhebung
In einem Urteil des Bundesgerichtshofs gegen leitende Funktionäre des Hauptausschusses für Volksbefragung zwei Jahre später, vom 2. August 1954, wurde der Vorwurf des Hochverrats entgegen der Auffassung der Anklage erstmals aufgegeben.
In einem weiteren Urteil vom 13. Oktober 1954 über die Verteilung von Broschüren wurde entschieden, dass ein politischer Funktionär der KPD solange nicht daran gehindert werde dürfe, politische Werbung für seine Partei zu machen, solange diese nicht verboten sei (→ KPD-Verbot). „Damit wäre es unvereinbar, wenn die Gerichte sie [die Broschüren] beschlagnahmen und einziehen oder unbrauchbar machen dürften.“
Die Praxis der massenhaften deutsch-deutschen Postüberwachung und -einziehung endete damit jedoch nicht.